# Hands Down (Dashboard Confessional)
Hands Down è un singolo discografico del gruppo musicale Dashboard Confessional, pubblicato nel 2003 ed estratto dall'album A Mark, a Mission, a Brand, a Scar.

## Tracce
- Maxi CD (UK)

1. Hands Down – 3:07
2. I Do – 3:12
3. Saints and Sailors (MTV Unplugged Version) – 2:33
4. Hands Down (Video CD-ROM)